# DO THE CARP
『DO THE CARP 』（ドゥー・ザ・カープ）は、広島FMで放送されていたスポーツ情報番組である。
Bukey`s Carp Cafe（バッキーズ カープ　カフェ）をリニューアルした番組で、広島東洋カープの話題や選手インタビューを中心とした内容で構成されている。
2015年3月放送終了。後継番組は、『MONDAY CARP STUDIO "M"』。

## 放送時間
- 毎週月曜日19：00～19：54（JST）

以前は同曜日20：00～20：55であったが2009年度より現在の時間に変更となった。

## パーソナリティー
シーズンオフは現役選手が、シーズン中はコーチに(二軍、三軍）がパーソナリティを務める。
2013年4月～2015年3月
- 神原隆秀アナウンサー - 進行役。出演者・DJたちと共に番組を盛り上げる。

DJ
- 倉義和捕手 -「DJちょうさん」
- 栗原健太内野手 -「DJバナナ」
- 天谷宗一郎外野手 -「DJアマンダ」
- 前田健太投手 -「DJマエケン」

リリーフ
- 梅津智弘投手 - 11月2日出演。同年広島東洋カープがドラフト1位指名した今村猛投手のニックネームに倣いウメルンと名乗る。
- 今井啓介投手 - 11月9日出演。番組前に収録していたHOME MADE 家族のファンであり、サインを貰い喜んでいた。
- 篠田純平投手 - 11月16日出演。再び原稿を読むなどリスナーを楽しませた。

## 以前の出演者
初期のDJ
- バッキー守岡（2005年4月4日～2005年9月26日）

2006年度（2006年4月～2007年3月末）
- 澤崎俊和一軍投手コーチブルペン担当（当時）（2006年4月3日～2006年10月30日）

以下三選手（2006年11月3日～2007年3月31日）
- 梵英心内野手 - 番組内で愛称の募集が行われ「DJ-Ashin」となった。
- 新井貴浩内野手 - 梵同様、愛称がつけられた。「若大将」
- 嶋重宣外野手 - 梵、新井同様愛称がつけられた。「DJ-shima」（DJシーマと読む）

2007年度（2007年4月～2008年3月末）
- 朝山東洋広島東洋カープ三軍総合コーチ（当時）（2007年4月～10月末）

以下三選手（2007年11月～2008年3月末）
- 横山竜士投手 - リスナー案から「DJヨコリー」を選んだ。
- 青木高広投手 - リスナー案から「DJタカ」を選んだ。
- 梵英心内野手 - 前回に続いて今オフもDJに就任した。

以下の選手は正月の特番でDJヨコリーと共に出演した。
- 嶋重宣外野手

以下二選手は上記三選手の代行としてそれぞれ1回出演した。
- 梅津智弘投手
- 齊藤悠葵投手

2008年4月～2008年10月末
- 阿部慶二三軍野手コーチ（2008年4月7日～7月21日、同年9月1日～10月27日）
- 道原裕幸三軍バッテリーコーチ（2008年7月28日～8月25日、同年10月20日）

阿部コーチが広島と提携している中国のチームへ派遣されたため、その間DJを務めた。またマーティ・ブラウン監督の契約交渉が難航している間、阿部コーチがフェニックス・リーグに帯同するため宮崎へ赴いたときも代行した。
2008年11月～2009年3月末
DJ
- 永川勝浩投手 - 放送時間内に決められず、終了後ホームページ内で発表された。「DJカツオ」
- 嶋重宣外野手 - 以前出演した際の「DJ-shima」をそのまま継続した。
- 横山竜士投手 - 前期出演した際の「DJヨコリー」をそのまま継続した。
- 前田健太投手 -

リリーフ
- 齊藤悠葵投手 - 11月17日、予定されていた篠田純平投手に代わり再び番組に出演した。また、同日は新球場のアピールをするため、沖縄県のラジオFM沖縄にて放送されるRadio dubに出演していた栗原健太内野手も同時中継で番組内に登場した。
- 篠田純平投手 - 12月15日、満を持して出演した。ニュース原稿の読み上げなどを行った。
- 小窪哲也内野手 - 1月1日の特番に於いて前田健太と共にPLコンビとして出演した。この特番は年始ということもあり収録であった。
- 田辺一球 - 1月5日出演。
- 梅津智弘投手 - 1月26日出演。
- 松藤好典アナウンサー - 2月16日出演。

2009年4月～10月末
- 澤崎俊和三軍投手コーチ

2009年11月〜2013年3月
- 中川真由美

## コーナー
- CARP FLUSH　【前の週のカープの試合結果を放送】
- CARP HOT FOCUS　【カープ選手のインタビューを前半と後半に分けて放送】
- CARP FUN AROUND　【カープファンのいる企業へ伺い、インタビュー】
- 今週のカープ　【月刊広島アスリートマガジン編集者の田辺一球と電話でつなぐ】

etc

## 備考
- 2005年4月、JFNCの『MUSICERA』を打ち切ってエフエム山口でも放送していたが、わずか半年で打ち切ってJFNCネット（Muic Buyer）に復帰。
- 広島東洋カープの嶋重宣外野手と新井貴浩内野手が出演していた当時（2005年10月3日～2006年3月27日）の番組の題名は「嶋も新井もDO THE CARP」になっていた。

## リンク
- DO THE CARP番組ホームページ

| 広島エフエム放送 月曜19:00-19:54     | 広島エフエム放送 月曜19:00-19:54 | 広島エフエム放送 月曜19:00-19:54 |
| 前番組                               | 番組名                           | 次番組                           |
| ------------------------------------ | -------------------------------- | -------------------------------- |
| 貫地谷しほりのラジオ劇団・小さな奇跡 | DO THE CARP                      | A・O・R                          |